# ECM Records
ECM Records is een platenlabel, gevestigd in München in Duitsland. ECM staat voor Edition of Contemporary Music.
Het label is in 1969 opgericht door Manfred Eicher op initiatief van Karl Egger. Het gaf in eerste instantie voornamelijk jazzalbums uit; belangrijkste artiesten uit die tijd waren Keith Jarrett (nog steeds verbonden aan dit label), Gary Burton en de vroege Pat Metheny. Ook Chick Corea heeft een aantal albums voor dit label opgenomen. Daarnaast werd de Noorse saxofonist Jan Garbarek een steeds belangrijker artiest, die voor dit label albums opnam.
De opnamekwaliteit van de albums werd keer op keer geroemd vanwege hun helderheid. Midden jaren tachtig van de 20e eeuw, toen de cd inmiddels haar opwachting had gemaakt, begon men ook klassieke muziek uit te geven. Deze albums werden opnieuw geprezen vanwege hun heldere klank. Men specialiseerde zich daarbij niet; er zijn opnamen van (laat-)middeleeuwse muziek, zoals muziek van Johann Sebastian Bach, maar ook van Arvo Pärt en Gia Kantsjeli.
Ook zijn er inmiddels een paar crossoveralbums uitgegeven. Middeleeuwse muziek werd deels gearrangeerd om begeleid te worden door de saxofoon; het album "Officium" is daarbij exemplarisch. Verrassend was ook dat doorgewinterde jazzmusicus Jarrett klassieke werken interpreteerde en opnam.

## Prijzen (selectie)
- Siwan van Jon Balke & Amina Alaoui werd uitgeroepen tot Beste album van het jaar 2008 bij de Preis der deutschen Schallplattenkritik;
- ECM is uitgeroepen tot Jazzlabel van de jaren 2008 en 2009 door het Amerikaanse blad op jazz gebied DownBeat; Eicher werd beide jaren producer van het jaar;
- ECM New Series (de klassieke tak) werd in 2009 uitgeroepen tot het Beste label van het jaar bij de Gramophone Awards van het toonaangevende Engelse blad Gramophone.

## Besproken albums/werken
- ECM 1042: Eberhard Weber – The Colours of Chloë
- ECM 1043: Bennie Maupin – The Jewel in the Lotus
- ECM 1057: Bill Connors - Theme to the Guardian
- ECM 1058: Steve Kuhn - Ecstasy
- ECM 1059: Arild Andersen - Clouds in my head
- ECM 1060: Ralph Towner - Solstice
- ECM 1066: Eberhard Weber – Yellow Fields
- ECM 1082: Arild Anderson - Shimri
- ECM 1084: Eberhard Weber – The Following Morning
- ECM 1093: Jan Garbarek - Dis
- ECM 1094: Steve Kuhn - Motility
- ECM 1095: Ralph Towner - Solstice, Sounds & Shadows
- ECM 1107: Eberhard Weber – Silent Feet
- ECM 1127: Arild Andersen - Green shading into blue
- ECM 1137: Eberhard Weber – Fluid Rustle
- ECM 1158: Bill Connors - Playing with a hole in my body
- ECM 1159: Steve Kuhn - Playground
- ECM 1160: Steve Swallow - Home
- ECM 1186: Eberhard Weber – Little Movements
- ECM 1231: Eberhard Weber – Later That Evening
- ECM 1255: Keith Jarrett – Standards Volume 1
- ECM 1276: Keith Jarrett – Changes (Standards)
- ECM 1288: Eberhard Weber – Chorus
- ECM 1289: Keith Jarrett – Standards Volume 2
- ECM 1374: Eberhard Weber – Orchestra
- ECM 1425: Dmitri Sjostakovitsj - Sonate voor altviool en piano
- ECM 1569: Aleksandr Mosolov – Pianosonates van Mosolov
- ECM 1581: Eberhard Weber – Pendulum
- ECM 1647; Dominique Pifarély – Poros
- ECM 1724: Keith Jarrett – Whisper Not
- ECM 1733: Annette Peacock – An Acrobat's Heart
- ECM 1748: Eberhard Weber – Endless Days
- ECM 1780: Keith Jarrett – Inside Out
- ECM 1786: Paul Bley – Solo in Mondsee
- ECM 1798: Morton Feldman – The Viola in My Life
- ECM 1800/01: Keith Jarrett – Always Let Me Go
- ECM 1811: Heiner Goebbels - Landschaft mit entfernten Verwandten
- ECM 1812: Gia Kantsjeli - Little Imber; Amao Omi
- ECM 1860: Keith Jarrett – Up for It
- ECM 1872: Roscoe Mitchell - Composition / Improvisation
- ECM 1873: Evan Parker - Boustrophedon
- ECM 1874: Béla Bartók - Strijkkwartet nr. 5
- ECM 1887: Friedrich Cerha – Celloconcert
- ECM 1887: Franz Schreker – Kamersymfonie
- ECM 1896: Manu Katché – Neighbourhood
- ECM 1900: Keithh Jarrett – The Out-of-Towners
- ECM 1911: Charles Lloyd - Jumping the Creek
- ECM 1914: Thomas Demenga – Chonguri
- ECM 1918: Iro Haarla – Northbound
- ECM 1919: Erkki-Sven Tüür – Oxymoron, Ardor, Dedication
- ECM 1920: Eberhard Weber – Stages of a Long Journey
- ECM 1931: Barry Guy - Folio
- ECM 1935: Valentin Silvestrov – Symfonie nr. 6
- ECM 1938: Monika Mauch – A Musical Banquet
- ECM 1955: Helena Tulve - Lijnen
- ECM 1956: John Surman - The Spaces in Between
- ECM 1958: Pablo Márquez – Musica del Delphin
- ECM 1960/61:Keith Jarrett – Radiance
- ECM 1962: Marilyn Mazur – Elixir
- ECM 1970: John Potter – Romaria
- ECM 1985: Vladimír Godár - Magnificat (Godár)
- ECM 1985: Godár – Ecce Puer
- ECM 1986: John Surman - Rain on the Window
- ECM 1988: Valentin Silvestrov – Bagatellen
- ECM 1989/90: Keith Jarrett- The Carnegie Hall Concert
- ECM 1995: Misha Alperin – Her First Dance
- ECM 1996: Sinikka Langeland – Starflowers
- ECM 1997: Jacob Young - Sideways
- ECM 1998/99: Stefano Battaglia – Re: Pasolini
- ECM 2003: Trio Mediaeval Folk Songs
- ECM 2004: Wolfert Brederode – Currents
- ECM 2010: Jon Balke – Book of Velocities
- ECM 2013: Miroslav Vitouš – Universal Syncopations II
- ECM 2014: Paul Giger – Towards Silence
- ECM 2016: Manu Katché – Playground
- ECM 2017: Tord Gustavsen – Being There
- ECM 2019: Marcin Wasilewski – January
- ECM 2020: Enrico Rava – The Third Man
- ECM 2021/22:Keith Jarrett – My Foolish Heart
- ECM 2023: Bobo Stenson – Cantando
- ECM 2025: Alfred Schnittke - Symfonie nr. 9; Aleksandr Raskatov - Nunc dimitis
- ECM 2026: Meredith Monk – Impermanence
- ECM 2027: Marilyn Crispell – Vignettes
- ECM 2028: Norma Winstone – Distances
- ECM 2029: Joseph Haydn – Symfonie 39/ Symfonie 45
- ECM 2030: Keith Jarrett – Setting Standards
- ECM 2041: Terje Rypdal - Crime Scene
- ECM 2042: Jon Balke & Amina Alaoui - Siwan
- ECM 2044: Trygve Seim / Frode Haltli – Yeraz
- ECM 2046: John Surman: Brewster's Rooster
- ECM 2048: Vassilis Tsabropoulos – Melos
- ECM 2049: Nik Bärtsch – Holon
- ECM 2050: Arvo Pärt - In principio, Für Lennart In Memoriam
- ECM 2052: Ketil Bjørnstad / Terje Rypdal – Life in Leipzig
- ECM 2053: Charles Lloyd – Rabo de Nube
- ECM 2054: Michael Mantler: Concertos
- ECM 2055: Heinz Holliger: Gesänge der Frühe
- ECM 2056: Ketil Bjørnstad - The Light
- ECM 2057: Savina Yannatou – Songs of an Other
- ECM 2058: Dans les arbres
- ECM 2059: Mathias Eick – The Door
- ECM 2060: Keith Jarrett - Gary Peacock - Jack DeJohnette - Yesterdays
- ECM 2061: Othmar Schoeck - Nocturne
- ECM 2062: Andy Sheppard - Movement in Colour
- ECM 2063: Stephan Micus - Snow
- ECM 2064: Enrico Rava - New York Days
- ECM 2066: Evan Parker - The Moment's Energy
- ECM 2067: Fly (band) - Sky & Country
- ECM 2068: Gianluigi Trovesi - Profumo di Violetta
- ECM 2070: Eleni Karaindrou - Dust of time
- ECM 2071: John Potter / Ambrose Field - Being Dufay
- ECM 2073: Miroslav Vitouš - Remembering Weather Report
- ECM 2074: Bernd Alois Zimmermann - Vioolconcert
- ECM 2075: Anouar Brahem - The astounding eyes of Rita
- ECM 2076: Marc Sinan - Fasil
- ECM 2077: Jon Hassell - Last night the moon came
- ECM 2078: Arild Andersen - Live at Belleville
- ECM 2079: Julia Hülsmann – The End of a Summer
- ECM 2084: Cyminology: As Ney
- ECM 2085: Ralph Towner & Paolo Fresu: Chiaroscuro
- ECM 2086: Arve Henriksen: Cartography
- ECM 2090-2092: Steve Kuhn - Life's Backward Glances
- ECM 2097: György Kurtág: elektronische muziek
- ECM 2098: Louis Sclavis: Lost on the Way
- ECM 2099: Steve Kuhn: Mostly Coltrane
- ECM 2100: Jan Garbarek: Dresden - In Concert
- ECM 2102: John Abercrombie: Wait till You See Her
- ECM 2107: Tord Gustavsen Ensemble: Restored, returned
- ECM 2115: Ludwig van Beethoven: Pianoconcert nr. 4 en 5
- ECM 2117: Valentin Silvestrov: Sacred Music w.o. Liturgische liederen
- ECM 2118: Christian Wallumrød: Fabula Suite Lugano
- ECM 2120: Stefano Battaglia: Pastorale
- ECM 2124: Niccolò Paganini: 24 Capriccio's voor viool
- ECM 2128: Paul Motian: Lost in a dream
- ECM 2143: Arild Andersen: Clouds in my head (heruitgave)
- ECM 2144: Arild Andersen: Shimri (heruitgave)
- ECM 2143: Arild Andersen: Green shading into blue (heruitgave)
- ECM 2155: Dino Saluzzi: El encuentro
- ECM 2160: Arvo Pärt: Symfonie nr. 4
- ECM 2163: Food: Quiet inlet
- ECM 2184: Wolfert Brederode Quartet: Post Scriptum